# Le Sommeil d'Arthur à Avalon
Le Sommeil d'Arthur à Avalon, ou simplement Arthur à Avalon – en anglais The Sleep of King Arthur in Avalon –, est un tableau réalisé par le peintre britannique Edward Burne-Jones à compter de 1881. Cette huile sur toile de grand format est une commande de George Howard qu'il finit par annuler mais sur laquelle l'artiste continue à travailler jusqu'à sa mort en 1898, quand il laisse inachevé ce qui est désormais considéré comme son chef-d'œuvre. Illustration de la légende arthurienne, elle représente la dormition d'Arthur à Avalon après sa défaite par Mordred. Le roi y figure gisant au centre d'un édifice sculpté entouré de fleurs, déploré par dix-sept figures féminines, dont certaines lui jouent de la musique. L'œuvre est conservée depuis 1963 au musée d'Art de Ponce, à Ponce, dans le territoire américain de Porto Rico.